# 愛、Texas
「愛、Texas」（日語：愛、テキサス）是日本偶像山下智久的第5張個人單曲。

## 概要
與前作「はだかんぼー」相隔約1年1個月時間發售的單曲，脫離偶像組合「NEWS」後首張單曲。
標題曲「愛、Texas」是山下智久主演TBS系電視劇『最棒的人生終結方式～Ending Planner～』的主題曲。
分為初回限定盤A、B、通常盤、山下智久SHOP限定盤、LAWSON限定盤5形種式發售。

## 收錄曲

### 初回限定盤A
1. 《愛、Texas》（愛、テキサス）[3:31]
  - 作詞：（藥師丸悅子）；作曲：永井聖一；編曲：、永井聖一
2. 《Candy》[3:07]
  - 作詞：Elvis Woodstock、作曲・編曲：HAN JAE HO・KIM SEUNG SOO・AN JUN SUNG
3. 《愛、Texas》（Instrumental）
4. 《Candy》（Instrumental）

DVD
- 《愛、Texas》MV

### 初回限定盤B
1. 愛、テキサス
2. Candy
3. 愛、テキサス（Instrumental）
4. Candy（Instrumental）

特典
- 24Pフォトブックレット

### 通常盤
1. 愛、テキサス
2. Candy
3. PERFECT CRIME [3:23]
  - 作詞：Kenn Kato、作曲：corin.、編曲：Jeff Miyahara
4. 愛、テキサス（Instrumental）
5. Candy（Instrumental）

### 山下智久SHOP限定盤
1. 愛、テキサス
2. Candy
3. 愛、テキサス（Instrumental）
4. Candy（Instrumental）

DVD
- 封面撮影・Music Video撮影Making映像

特典
- 山下智久SHOP限定B2サイズ告知海報

### LAWSON限定盤
1. 愛、テキサス
2. Candy
3. 愛、テキサス（Instrumental）
4. Candy（Instrumental）

特典
- チェンジングジャケット5枚セット封入